# جون إل. بروم
جون إل. بروم (بالإنجليزية: John L. Broome)‏ هو ضابط أمريكي، ولد في 1824 في نيويورك في الولايات المتحدة، وتوفي في 1898 في بينغامتون في الولايات المتحدة.